# 덕유산휴게소
덕유산휴게소(德裕山休憩所, Deokyusan Service Area)는 전북특별자치도 무주군 안성면, 장수군 계북면에 위치한 통영대전고속도로의 고속도로 휴게소이다. 통영 방면의 휴게소가 장수군에, 대전 방면의 휴게소가 무주군에 위치하고 있다. 휴게소 통영 방면은 행운휴게소라는 새로운 닉네임으로 고객들에게 다가서고 있다고 한다. 이 이름은 그동안 덕유산 휴게소를 이용한 고객들의 크고작은 각종 행운 사연이 많은 것에 착안하여 '행운휴게소`라는 닉네임을 사용하게 됐다고 한다. 휴게소 매장 내부 및 휴게소 주변에 `행운 우체통`을 설치해 고객들이 전하고 싶은 내용들을 이 우체통에 넣어 받는 사람과 추억을 같이 공유할 수 있는 기쁨을 주고 휴게소 둿편을 `행운화원`으로 조성하였다고 한다. 대전 기점 148km 지점에 위치하고 있다. 2008년 10월 10일 한국도로공사에서 실시한 휴게소 평가에서 96점으로 1위를 차지한 바 있다.

## 시설
- 주차장
- 화장실
- 식당가
- 던킨도너츠
- 주유소:알뜰주유소
- LPG 충전소:E1 LPG
- 앤탐스
- CD기:KB은행
- 콜핑

## 전후
대전 방면
- 덕유산 나들목←덕유산휴게소→장수 분기점
- 인삼랜드휴게소←덕유산휴게소→함양휴게소

통영 방면
- 덕유산 나들목←덕유산휴게소→장수 분기점
- 인삼랜드휴게소←덕유산휴게소→함양휴게소

## 참고
- 휴게소에 들렀다 ‘힐링’까지 하고 가네 - 위클리공감
- 장수 덕유산 휴게소 `행운 휴게소`로 새 단장 - 전민일보
- [추석특집-고향길 쉼터]덕유산휴게소 - 충청투데이
- 음식 가장 맛있는 고속도휴게소 ‘덕유산’..‘동서울’ 꼴찌 - 파이낸셜뉴스